# Installateur

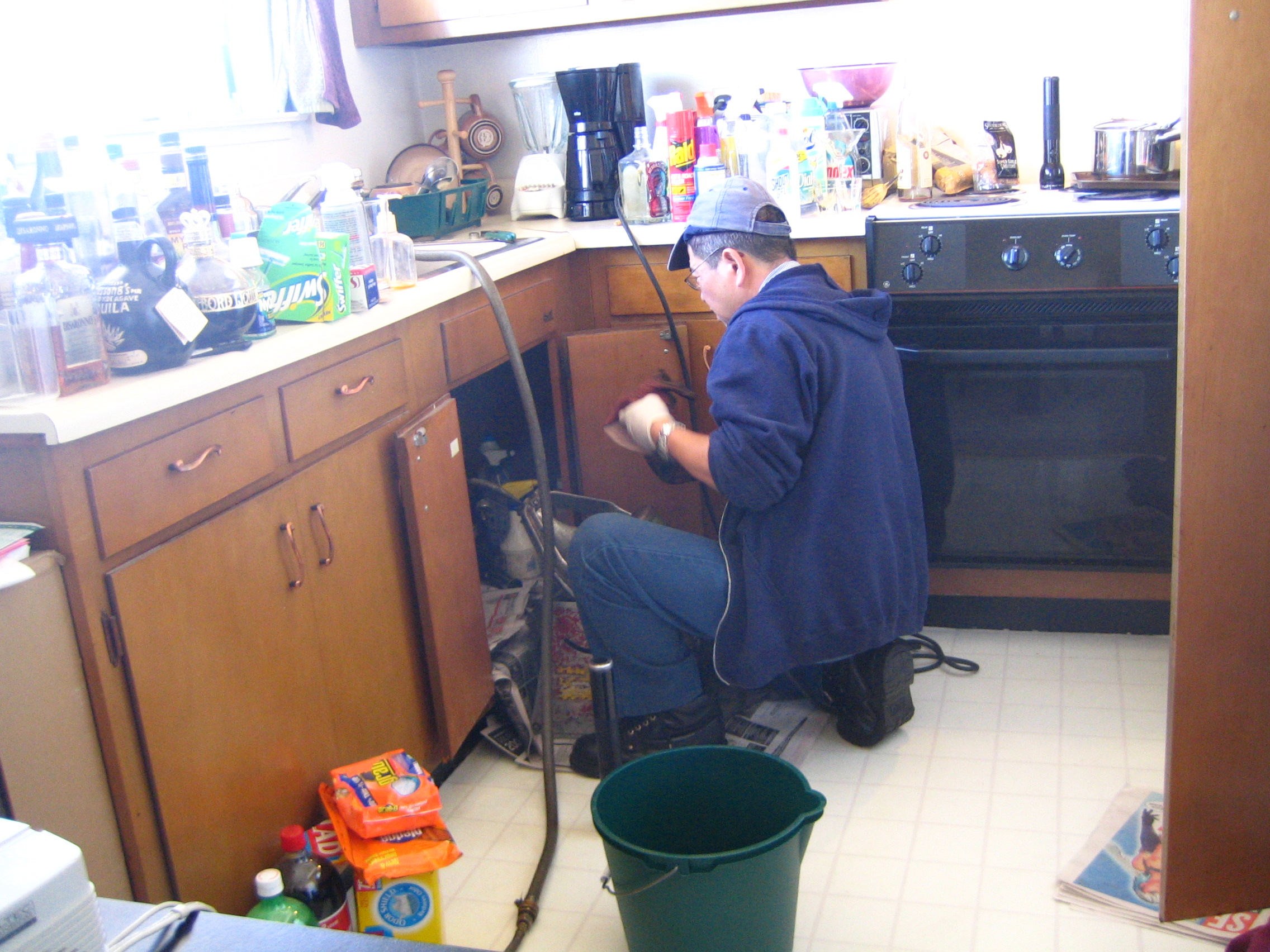
Installateur bei der Arbeit

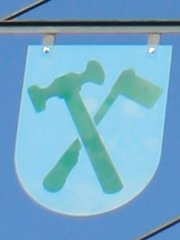
Handwerkswappen der Installateure

Installateur bedeutet wörtlich „Einbauer“. 
Diese tätigkeitsbeschreibende Berufsbezeichnung wird oft durch den Zusatz des Fachgebiets konkretisiert:
- Gas- und Wasserinstallateur oder Sanitärinstallateur,
- Heizungsinstallateur (Heizungsbauer),
- Elektroinstallateur.

In Baden-Württemberg, der Pfalz, Österreich und Bayern wird diese Berufsbezeichnung auch umgangssprachlich häufig verwendet, wenn ein Sanitärinstallateur gemeint ist. Anderswo wird demgegenüber umgangssprachlich, aber sachlich falsch, auch der Begriff Klempner verwendet. In Südtirol wird die italienische Lehnübersetzung „Hydrauliker“ (italienisch Idraulico „Installateur“) verwendet.
Der Installateur montierte ursprünglich (im Unterschied z. B. zum Heizungsbauer oder Lüftungsbauer) vorkonfektionierte Geräte und Anlagenkomponenten; seine Arbeitstiefe war deutlich geringer. Da heute aus Rationalitätsgründen in allen Bereichen von Handwerk und Industrie vorkonfektionierte Systemlösungen bevorzugt werden, ist der Unterschied z. B. zwischen einem Heizungsinstallateur und einem Heizungsbauer geringer geworden.
Die neue Bezeichnung des Berufsbildes lautet in Deutschland „Anlagenmechaniker für Sanitär-, Heizungs- und Klimatechnik“. Nach Vollendung des dritten Ausbildungsjahres (also ein halbes Jahr vor der Gesellenprüfung) wird dabei einer der Zusätze „Schwerpunkt Umwelttechnik“, „Schwerpunkt Wärmetechnik“, „Schwerpunkt Gas-Wassertechnik“ oder „Schwerpunkt Klimatechnik“ gewählt. 
Der Beruf ist eine klassische Männerdomäne. 2010 lag der Frauenanteil bei Ausbildung und Berufsausübung im deutschsprachigen Raum nicht über 1,3 %.